# Фаріда Осман
Фаріда Осман (18 січня 1995) — єгипетська плавчиня.
Учасниця Олімпійських Ігор 2012, 2016 років.
Призерка Чемпіонату світу з водних видів спорту 2017, 2019 років.
Переможниця Африканських ігор 2011, 2015 років. Осман належать національні рекорди серед дорослих у всіх видах плавання батерфляєм, вільним стилем і на спині, а також африканські рекорди на дистанціях 50 м і 100 м батерфляєм.

## Раннє життя
Дочка стоматологів Хішама Османа та Ранди Ельсалаві, Осман народилася в Індіанаполісі, штат Індіана, у 1995 році і виросла в Каїрі, Єгипет. Вона почала займатися плаванням у віці п'яти років у спортивному клубі Gezira зі своїм братом Ахмедом. Осман розпочала навчання у французькій школі «Оазис» у Каїрі, але потім перейшла до Французького ліцею при посольстві Франції в Каїрі. Навчалася в Каїрському американському коледжі.

## Кар'єра
Осман зробила перерву в плаванні, щоб продовжити своє захоплення синхронним плаванням. У віці 11 років вона повернулася до плавання і виграла всі національні титули на дистанціях 50 і 100 метрів вільним стилем і батерфляєм, завоювавши трофей «Найкраща плавчиня». У віці 12 років вона була обрана представляти Єгипет на 11-х Панарабських іграх у Каїрі, Єгипет. Вона була наймолодшою спортсменкою в команді і брала участь у запливах на 50 м, 100 м вільним стилем та 50 м і 100 м батерфляєм. Осман побила арабський рекорд на дистанції 50 м батерфляєм, ставши наймолодшою єгипетською та арабською спортсменкою, яка виграла цю дистанцію і побила рекорд. Вона фінішувала 6-ю на дистанції 100 м батерфляєм.
Того ж року вона змагалася на Всеафриканських іграх і фінішувала п'ятою на дистанції 50 м батерфляєм з часом 28.95.
Осман продовжила свою кар'єру, беручи участь у різних міжнародних змаганнях, таких як Міжнародні змагання з плавання в Зіндльфінгені (ISSC), де вона змагалася у всіх спринтерських дисциплінах на спині, батерфляєм і вільним стилем. Вона отримала нагороду за 2-е місце серед найкращих спринтерів на цих змаганнях.
У 13 років Осман поїхала до Сполучених Штатів у літній табір, де виступала за команду з плавання «Ведмеді» в Берклі, Каліфорнія. Вона брала участь у різних змаганнях, таких як RESL, юнацькі олімпійські ігри, відбіркові змагання та змагання «Фар Вестерн», де входила до 10 найкращих місць у своїй групі.

## Нагороди та відзнаки
Асоціація національних олімпійських комітетів (АНОК) назвала її найкращою спортсменкою Африки у 2017 році.
У 2017 році була нагороджена премією Мохамеда Бін Рашеда Аль Мактума за творчі спортивні досягнення за видатні досягнення у спорті.
Вона виграла титул африканської плавчині року в номінації Swimswam.com's Swammy Awards у 2013, 2015, 2016 та 2017 роках.
У 2017 році була обрана африканською плавчинею року за версією журналу Swimming World.
Отримала медаль Тома Хансена як найкраща спортсменка сезону 2016/17 в Каліфорнійському університеті в Берклі.
Була визнана однією зі 100 жінок 2019 року за версією BBC.